# Oratorio dei Santi Anna e Cristoforo
L'oratorio dei Santi Anna e Cristoforo è un edificio religioso tardomedievale che si trova a Curogna, nel comune di Cugnasco-Gerra.

## Storia
La struttura fu costruita nel Basso Medioevo, ma nel 1578 fu ampliata. Nel XVII secolo fu realizzato sulla facciata un affresco che raffigura San Cristoforo, oggi mal conservato.

## Descrizione

### Esterni
L'oratorio è dotato di un'abside e di un campanile a vela. Il suo aspetto esterno, come del resto anche i soggetti degli affreschi all'interno, richiama quello della chiesa di San Martino, che si trova in località Ditto, nello stesso comune. L'edificio di Curogna, tuttavia, è più piccolo di quello di Ditto.

### Interni
Gli interni della chiesa sono caratterizzati da un gran numero di affreschi. I più antichi, dell'inizio del XV secolo, si trovano sulla calotta dell'abside e sulla parete meridionale della navatella: il primo raffigura la Majestas Domini, mentre il soggetto del secondo è la Madonna del Latte fra San Giovanni Battista e Sant'Antonio Abate. Di poco successivi, e collocabili alla fine dello stesso secolo, sono invece le dodici figure di Apostoli e la Pietà che si trovano sulla parte frontale dell'altare, l'Ultima cena nella parte nord della chiesa e altri due affreschi di soggetto ignoto sulla parete sud. Tutte queste opere sono forse opera di Cristoforo da Seregno o, comunque, secondo lo stile dei Seregnesi. Sotto gli ultimi due affreschi citati, inoltre, si trova un affresco precedente con figure di santi.
Furono invece realizzati fra il Quattrocento e l'inizio del secolo successivo altri quattro affreschi: tre, che raffigurano 'Adorazione dei pastori, l'Adorazione dei Magi e forse un Santo guerriero, sono attribuiti a un unico artista, mentre il quarto, il cui soggetto è la Madonna del Latte fra san Sebastiano e un santo vescovo, ha uno stile differente.
Completano l'elenco delle decorazioni gli affreschi presenti sulla parete occidentale, realizzati nel 1601 da Alessandro Gorla in stile manierista: vi sono raffigurati la Nascita della vergine, la Morte, il Monogramma di Cristo, la Madonna del Latte, San Pietro e altri due santi e un gruppo pittorico sul tema della Crocifissione.

## Galleria d'immagini

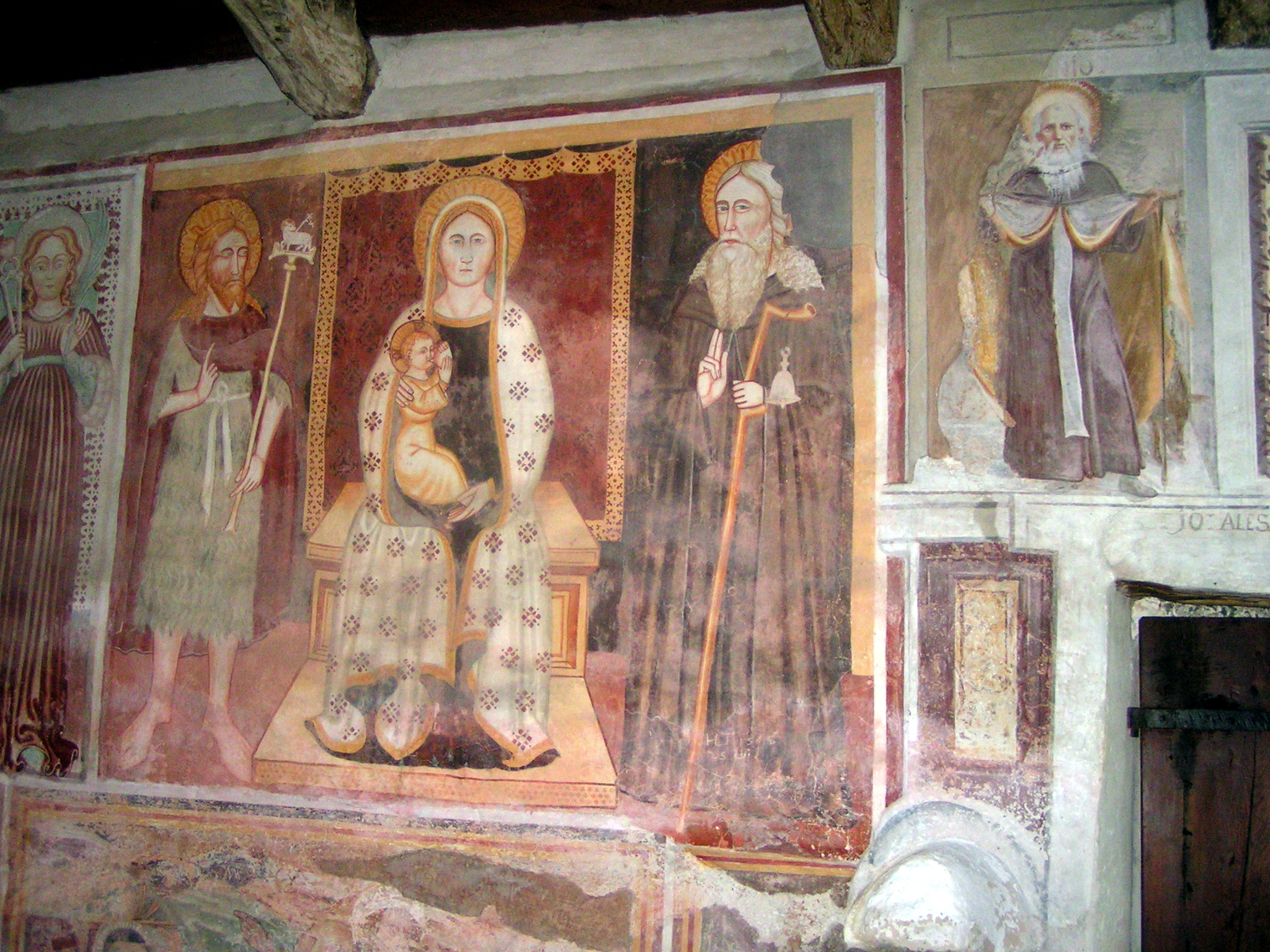
Madonna del latte, san Giovanni Battista e sant'Antonio abate
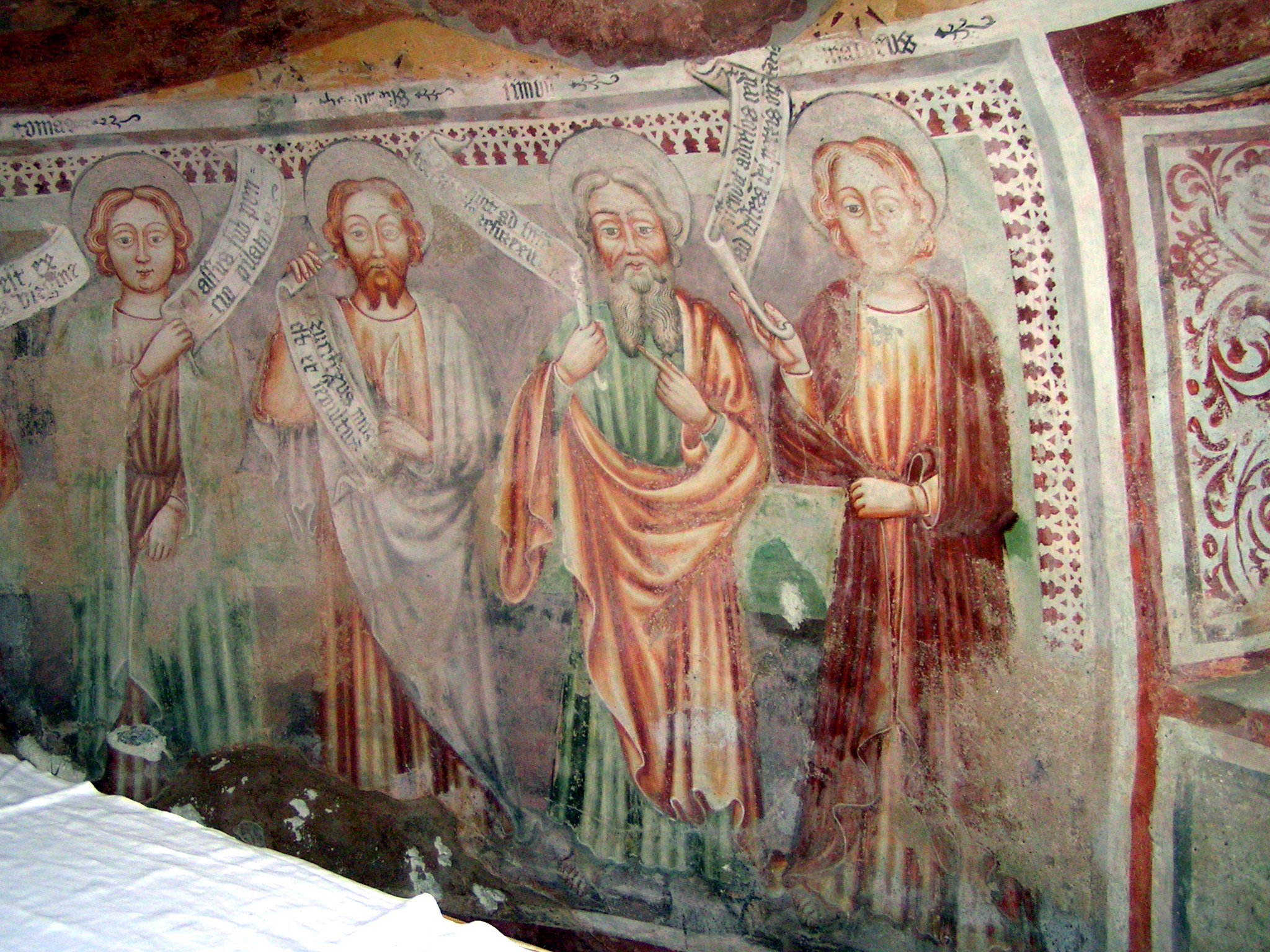
Apostoli
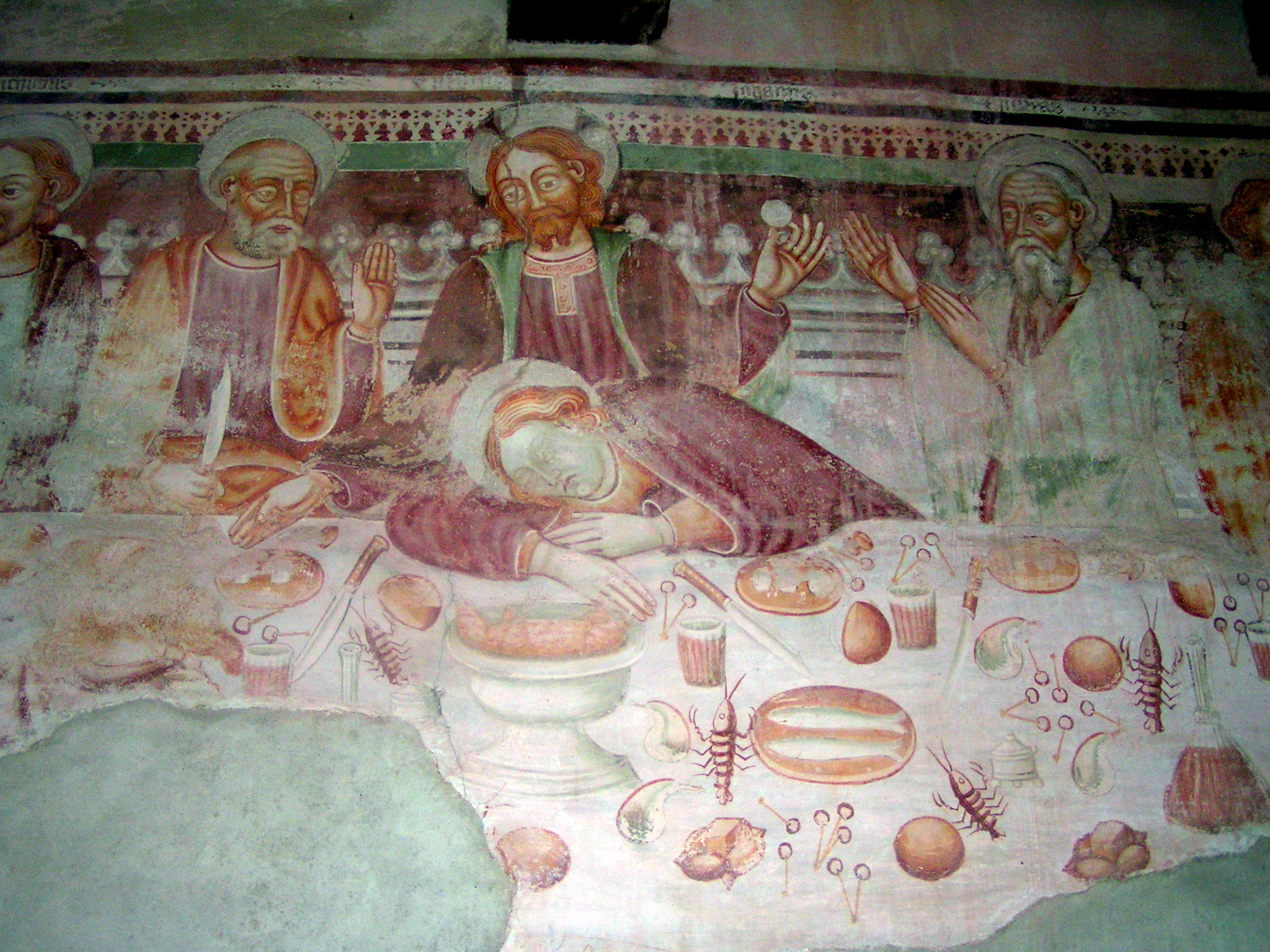
Ultima Cena
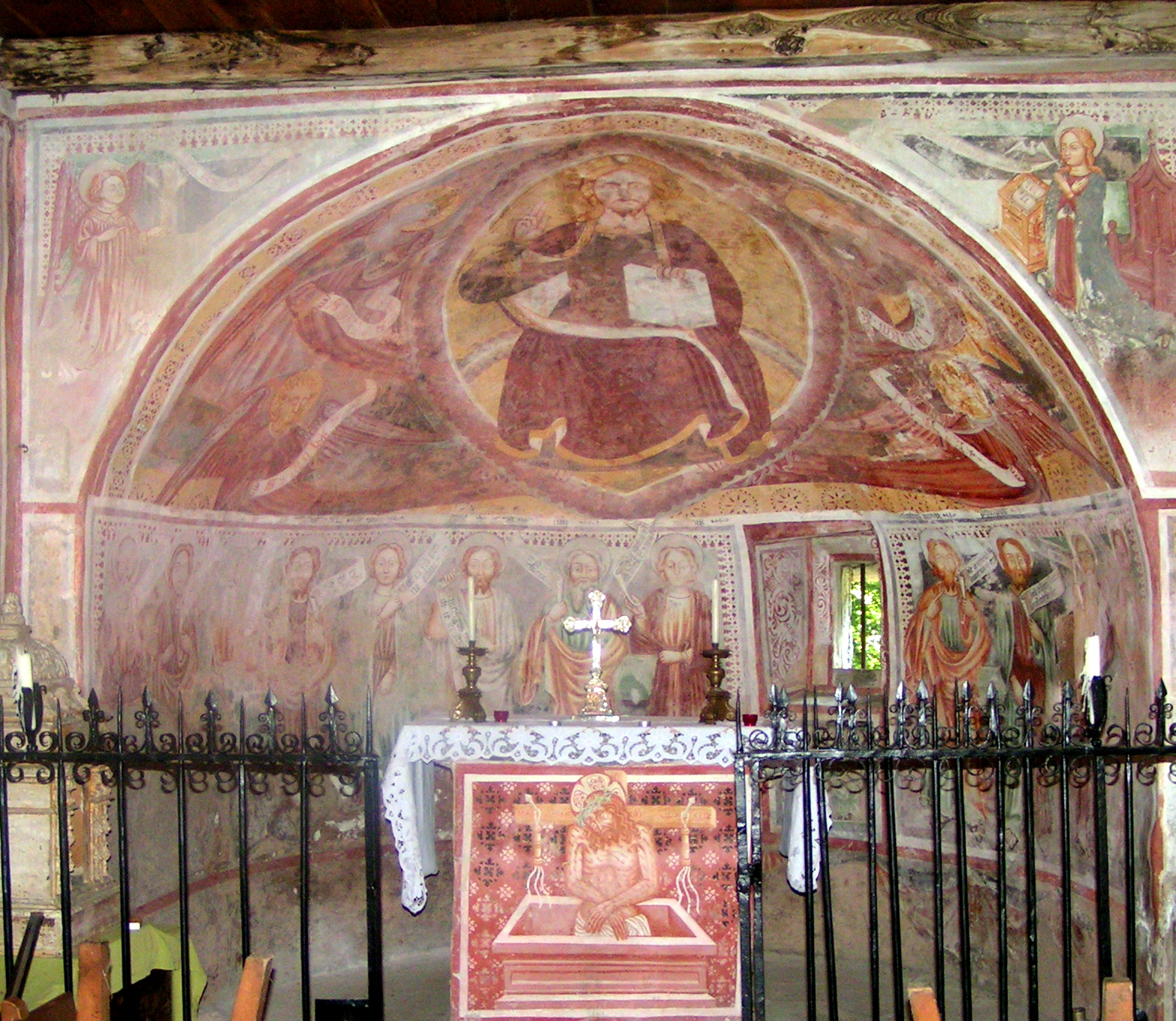
Majestas Domini e Pietà
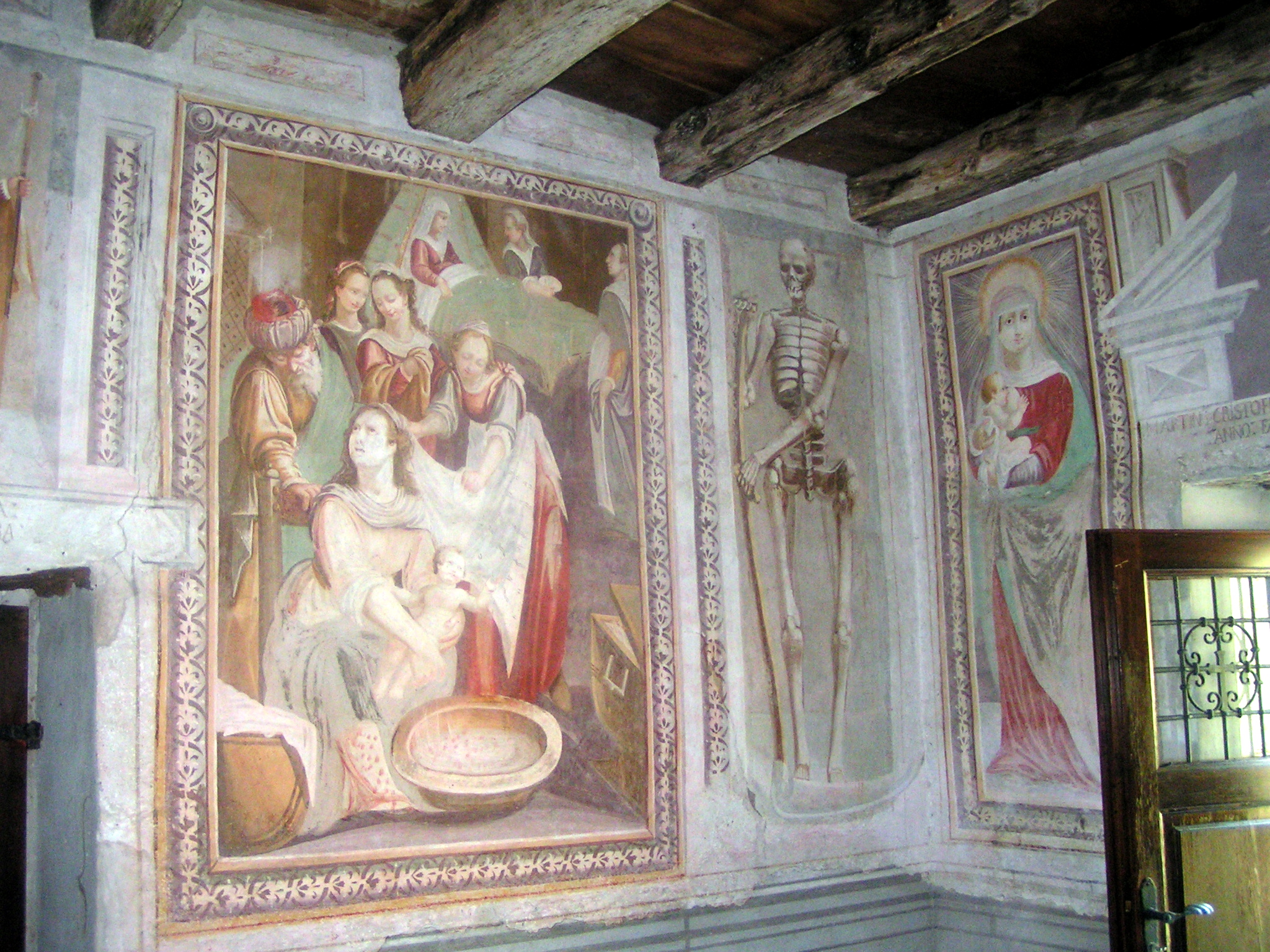
La Nascita della Vergine, la Morte, la Madonna del Latte